# 佐田篤史
佐田 篤史（さだ あつし、1995年12月24日 - ）は、関西棋院所属の囲碁棋士。七段。岡山県岡山市出身、角慎介六段門下。

## 経歴
4歳の頃、父と祖父の影響を受けて囲碁を始める。その後角慎介の囲碁教室に入門し、12歳の時に関西棋院の院生となる。プロ棋士を志すようになった具体的な時期は覚えておらず、早い段階で自然とプロ棋士を目指すようになったという。中学校卒業後は高校に進学せず、単身で大阪府に移り住んで研鑽を重ねた。2012年1月、16歳で入段を果たす。
2013年、第4回アジアインドア・マーシャルアーツゲームズの囲碁男子団体戦で平田智也・本木克弥・鶴田和志とともに日本代表として出場し、3位となった。同年には関西棋院賞新人賞を受賞。
2014年、第1回棋戦優勝者選手権戦ではファン投票枠で本戦に出場した（1回戦で村川大介阿含・桐山杯と対戦し敗退）。また、第40期碁聖戦で本戦進出を果たす（1回戦で趙治勲九段に敗退）。連勝賞・永井賞を受賞。
2015年、第2回グロービス杯世界囲碁U-20で本戦に進出しベスト8。また、第41期碁聖戦では本戦準決勝まで勝ち進んだ（2016年3月、準決勝で山下敬吾九段に敗退）。
2017年、第42期棋聖戦でCリーグ入りを果たし、3勝2敗で残留。
2018年、非公式若手棋戦の第3回谷口杯で優勝。第43期棋聖戦Cリーグは2勝3敗で降格。
2019年、第45期天元戦では本戦に進出し、志田達哉七段・本木克弥八段・張栩名人・河野臨九段を破り挑戦者決定戦まで進出。許家元八段に敗れたものの、挑戦手合出場まであと1勝とする快進撃を見せた。これらの活躍により利仙賞を受賞。
2020年、第76期本因坊戦最終予選を制し、自身初のリーグ入りを達成。8月31日の最終予選決勝は余正麒八段との関西棋院対決であった。これにより、9月1日付で七段に飛付昇段。また、第45期新人王戦では決勝戦に進出したが、10月26日、関航太郎三段に1勝2敗で敗れ初タイトル獲得はならなかった。
2021年、第76期本因坊戦リーグは2勝5敗で陥落したものの、第77期最終予選を制し再びリーグに復帰。また、第65期関西棋院第一位決定戦では5連覇を懸ける余正麒第一位に挑んだが、9月30日、0勝2敗で敗れタイトル獲得ならず。
2022年、第61期十段戦で挑戦者決定戦まで進出。自身二度目となる七大タイトルの挑戦者決定戦だったが、余正麒八段に敗れ初の挑戦手合進出はならなかった。第77期本因坊戦リーグは2勝5敗で陥落したが、一方で第48期名人戦では最終予選を制しリーグ入り。第70期王座戦では本戦ベスト8。2022年アジア競技大会代表決定戦で伊田篤史を破り代表入り。

## 人物等
- 囲碁の勉強では棋士仲間との対局に費やす時間が最も長いが、囲碁AIも勉強に取り入れているという[3]。芝野虎丸の最年少名人や上野愛咲美の竜星戦準優勝といった2019年の若手棋士躍進の理由については、若手棋士の方が囲碁AIをより柔軟に取り入れられるからではないかと指摘している[1]。
- 2019年にオープンした大阪こども囲碁道場では、吉川一・小松大樹・谷口徹らとともに師範を務めている[2]。

## 棋歴

### 良績等
- 名人戦 リーグ入り 1期（第48期）
- 本因坊戦 リーグ入り 2期（第76-77期）
- 天元戦 挑戦者決定戦進出（第45期）
- 碁聖戦 本戦準決勝進出（第40期）
- 十段戦 挑戦者決定戦進出（第61期）
- 関西棋院第一位決定戦 挑戦手合進出（第65期）
- NHK杯 ベスト4（第72回）
- 新人王戦 準優勝（第45期）
- 谷口杯 優勝（第3回、非公式戦）
- 第4回アジアインドア・マーシャルアーツゲームズ 囲碁男子団体戦3位

### 受賞歴

#### 関西棋院賞
- 新人賞 2013年
- 利仙賞 4回（2019-2022年）
- 道玄賞 1回（2024年）
- 連勝賞 1回（2014年）
- 永井賞 3回（2014-2015年、2017年）

### 昇段履歴
- 2012年1月 入段
- 2014年1月 二段
- 2018年8月 三段
- 2019年6月 四段
- 2020年9月 七段（第76期本因坊戦リーグ入り）